# Awaken the Dreamers
Awaken the Dreamers – trzeci studyjny album amerykańskiej grupy deathcore'owej All Shall Perish, wydany przez Nuclear Blast. Jest on utrzymany w stylistyce technicznego metalcore z wpływami skandynawskiego death metalu.    
Utwory „When Life Meant More...”, „Never... Again”, „Awaken the Dreamers” oraz „Stabbing to Purge Dissimulation” zostały dodane przez zespół do ich oficjalnego profilu myspace, gdzie promowały nadchodzącą płytę.
W piosence „From So Far Away” można usłyszeć solo Rusty Cooley'a natomiast Cam Pipes dodał wokale w „Black Gold Reign”. W spisie utworów na odwrocie albumu pomylono kolejność ścieżek 9 & 10.
Limitowana edycja tej płyty zawiera płytę dvd dokumentującą sesję nagraniową „Awaken the Dreamers” w Castle Ultimate Studios w Oakland.

## Sprzedaż płyty
Album uzyskał 126. miejsce w rankingu Billboard 200, w pierwszym tygodniu jego sprzedaż wyniosła prawie 5 000 egzemplarzy

## Lista utworów
1. „When Life Meant More...” – 3:01
2. „Black Gold Reign” – 4:37
3. „Never... Again” – 3:13
4. „The Ones We Left Behind” – 1:09
5. „Awaken the Dreamers” – 4:38
6. „Memories of a Glass Sanctuary” – 2:45
7. „Stabbing to Purge Dissimulation” – 2:38
8. „Gagged, Bound, Shelved and Forgotten” – 3:45
9. „Until the End” – 2:58
10. „From So Far Away” – 2:40
11. „Misery's Introduction” – 1:01
12. „Songs for the Damned” – 3:38

## Twórcy
- Hernan „Eddie” Hermida - wokal
- Chris Storey - gitara elektryczna
- Ben Orum - gitara elektryczna
- Mike Tiner - gitara basowa
- Matt Kuykendall - perkusja

### Goście
- Rusty Cooley - gitara elektryczna w „From So Far Away”
- Cam Pipes - wokal w „Black Gold Reign”